# Нова социалдемократическа партия (България)
Нова социалдемократическа партия (НСДП) е дясноцентристка партия, която възприема социалдемокрацията като социаллиберализъм гарантиращ икономическата свобода и предлагащ диференциран подход на социална защита. За разлика от съвременната социалдемокрация отрича социалистическите модели на обществено-икономическо устройство.
Ръководен орган на партията е Националният координационен съвет.
Учредена е на 9 януари 1990 г. и е наследник на създадения на 30 ноември 1989 г. Социалдемократически клуб. На 14 май 1990 се присъединява към коалиция СДС – единна опозиция. На 24 юни 1990 г. тогавашният председател на НСДП Петър Марков обявява саморазпускането и вливането ѝ в БСДП. Това среща опозицията на нейни активисти и на 7 юли 1990 г. се провежда извънредна Национална конференция на НСДП, на която Петър Марков е изключен. Избран е нов координационен съвет с председател Васил Михайлов. По-късно към НСДП се присъединява и клуб „Програмна алтернатива“ – идейно течение в БСДП. На Отчетно-изборна конференция на НСДП на 12 декември 1998 г. в гр. Плевен за председател на партията е избран 42-годишният Красимир Пухтев, който е лидер на отцепилата се през 1996 г. част от политическия съвет на НСДП. Конференцията е свикана от 9 от общо 15-те членове на дотогавашния политически съвет. Двете враждуващи крила обявяват края на съдебните спорове за своята легитимност и се обединяват.
През януари 2000 г. СДП провежда 43-тия си редовен конгрес, на който за председател на партията е избран Александър Маринов, депутат от Видински избирателен район.
НСДП участва в изборите с листата на СДС от XXXVI народно събрание нататък. Устава на Нова СДП дава право на своите членове да членуват и в СДС.
НСДП е в списъка на политическите партии, които не са представили отчети за приходите и разходите за периода 2001 – 2007 г. в Сметната палата.